# 吾之荣耀即忠诚
吾之荣耀即忠诚（德語：Meine Ehre heißt Treue，發音：[ˌmaɪnə ˈʔeːʁə haɪst ˈtʁɔʏə]）是纳粹德国党卫队的格言。

## 背景

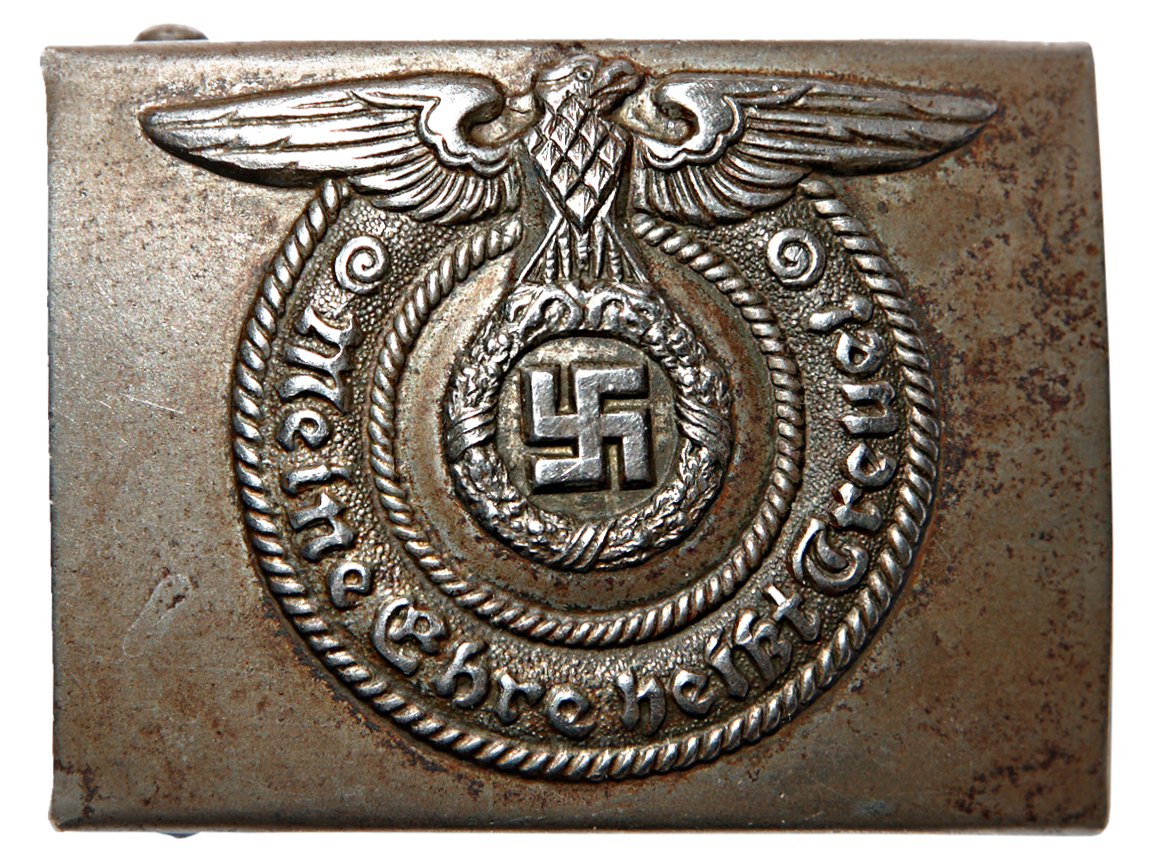
刻有该格言的带扣

1930年8月，衝鋒隊（SA）領袖瓦尔特·施滕纳斯尝试率眾攻擊納粹黨柏林黨部，库尔特·達呂格與其手下弭平了襲擊。一段時間後，在一封致達呂格的公開信中，阿道夫·希特勒聲稱：「親衛隊弟兄們，汝之榮譽即忠誠！」（“SS Mann, deine Ehre heißt Treue!”）；党卫隊遂將這段話改為「吾之榮耀即忠誠」（“Meine Ehre heißt Treue”），随后它為該組織的格言。

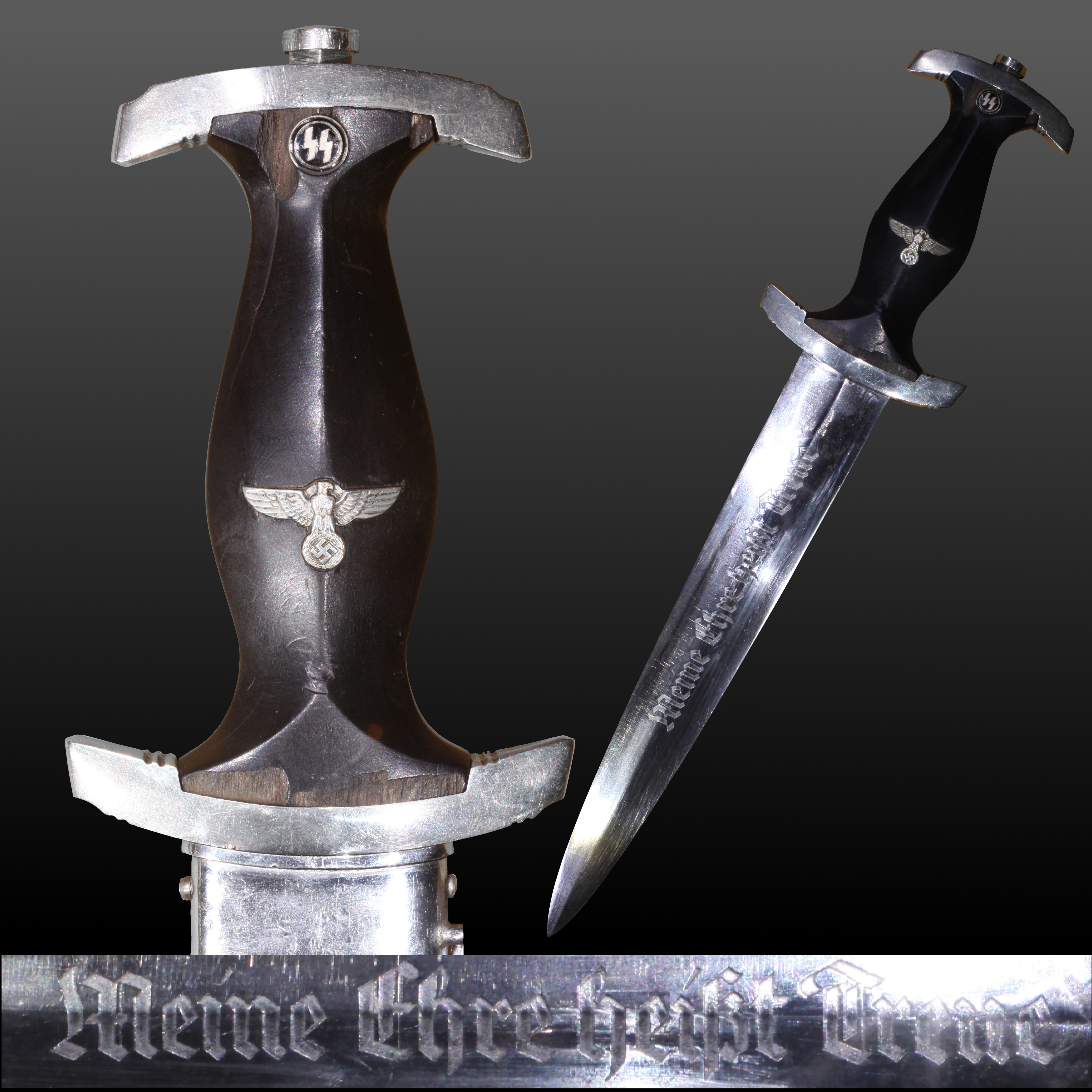
冲锋队所用之匕首，“吾之荣耀即忠诚”在刀刃上清晰可见

在党卫队的许多场合，“忠诚”都被提及，例如他们向希特勒的宣誓：
|  | 我们向你宣誓，阿道夫·希特勒，（...）怀着忠贞与勇气。我们庄严地宣誓将至死服从你，及你所任命的领导。 |

1947年后，该短语在许多国家被明令禁止使用，尤其是德国和奥地利。然而在许多极右翼组织中该短语仍在流行。

## 另見
- 榮譽和忠誠（英语：Honneur et Fidélité）
- 永遠忠誠
- 三忠于四无限